# Cigarettes After Sex
Cigarettes After Sex est un groupe américain formé par Greg Gonzalez en 2008 à El Paso (Texas).
Le groupe est connu pour son style musical éthéré et vaporeux, ses textes sur le thème de l'amour et le timbre androgyne de son chanteur.
Greg Gonzalez décrit lui-même sa musique comme étant « des ballades romantiques brumeuses et douces ».

## Histoire du groupe
Greg Gonzalez a commencé le projet en solo, avant de rencontrer Phillip Tubbs à El Paso en 2009. Ce dernier a participé aux concerts donnés par le groupe dès cette année-là, sans toutefois figurer sur les disques de l'époque (que Greg a d'ailleurs supprimés après la sortie du premier EP « officiel » du groupe). Greg et Phillip ont ensuite déménagé à New York et c'est là que Greg a rencontré Randall (dit Randy) Miller et Jacob Tomsky, qui jouaient alors dans un autre groupe.
Après 4 années « confidentielles », le 1er EP du groupe, I., sort en 2012, avec notamment le morceau Nothing's Gonna Hurt You Baby, suivi du single Affection en 2015. Ces deux titres se répandent sur la toile (plusieurs dizaines de millions de vues sur YouTube). Le groupe sort ensuite son 1er album, lui-même baptisé Cigarettes After Sex, en juin 2017. Cet album comprend notamment le titre Apocalypse, repris en 2019 dans la BO de Vernon Subutex, série télévisée produite par Canal+ et adaptée de la trilogie éponyme de Virginie Despentes. Ce 1er album s'écoule à 550,000 exemplaires dans le monde.
L'identité musicale de Cigarettes After Sex repose sur une combinaison de dream pop, d'ambient pop et de slowcore. Le groupe développe un univers sonore marqué par des tempos lents, une production minimaliste et des ambiances éthérées. La voix douce et androgyne de Greg Gonzalez, associée à des paroles intimes et répétitives, contribue à installer une atmosphère mélancolique et sensuelle.
En août 2019, le groupe annonce son 2e album studio intitulé Cry (en), en même temps que la sortie du single Heavenly. Principalement enregistré à Majorque, leur album est effectivement sorti le 25 octobre 2019 et le groupe s'est produit à l'Olympia le 8 novembre 2019.

## Style musical et influences
Dans un entretien à Ouest-France publié en octobre 2019 pour la sortie de l'album Cry (en), Greg Gonzalez avoue avoir été influencé par Mazzy Star, Françoise Hardy (qu'il a d'ailleurs rencontrée et qui est elle-même devenue admiratrice,) et les bandes originales qu'Angelo Badalamenti a faites pour David Lynch (notamment Floating into the night, produit avec Julee Cruise).
Le leader du groupe reconnaît également être inspiré par certaines atmosphères de films (Éric Rohmer, François Truffaut, Jean-Luc Godard) ou la photographie (Man Ray dont les photographies ornent les pochettes de l'EP I. et du single Affection).
Greg Gonzalez cite aussi régulièrement Cocteau Twins, Miles Davis, Serge Gainsbourg et Erik Satie parmi ses influences.

## Membres

### Membres actuels
- Greg Gonzalez : chant, guitare électrique, guitare acoustique, guitare basse
- Randall Miller : guitare basse
- Jacob Tomsky : batterie

### Anciens membres
- Phillip Tubbs : clavier
- Emily Davis : guitare acoustique
- Steve Herrada : clavier
- Greg Leeah : batterie

## Discographie

### Demo
- 2011 : Romans 13:9

### EP
- 2009 : I can see you
- 2012 : I.

### Albums studio
- 2017 : Cigarettes After Sex (en)
- 2019 : Cry (en)
- 2024 : X's (en)

### Singles
- 2015 : Affection
- 2016 : K.
- 2017 : Apocalypse
- 2017 : Each Time You Fall In Love
- 2017 : Sweet
- 2018 : Crush
- 2018 : Sesame Syrup
- 2018 : Neon Moon
- 2019 : Heavenly
- 2019 : Falling In Love
- 2020 : You’re All I Want
- 2022 : Pistol
- 2023 : Bubblegum/Stop Waiting
- 2023 : Motion Picture Soundtrack
- 2024 : Tejano Blue
- 2024 : Dark Vacay
- 2024 : Baby Blue Movie